# John Howard
John Winston Howard (* 26. července 1939 Sydney) je australský politik a v letech 1996–2007 předseda vlády Austrálie.
V letech 1977–1983 byl ministrem financí a v letech 1985–1989 byl předsedou Liberální strany. Předsedou strany byl opět zvolen v roce 1995 a 2. března 1996 porazil ve volbách dosavadního premiéra, Paula Keatinga. Howardův kabinet byl znovu zvolen v letech 1998, 2001, 2004, což je nejúspěšnější volební výsledek od dob sira Roberta Menziese. Po vítězství v roku 2004 Howard kontroluje obě komory australského parlamentu.

## Životopis
Howard vyrostl v Sydney, prostřední jméno dostal po Winstonu Churchillovi. Howardův otec a děd bojovali v první světové válce. Na předměstí Sydney Howardovi vlastnili benzínovou pumpu, kde John jako chlapec pracoval. Na University of Sydney vystudoval práva, členem Liberální strany je od roku 1957.
Howard žil s rodiči až do roku 1971, kdy se oženil s Janette Parkerovou, s níž má tři děti.
Po univerzitě několik roků pracoval jako advokát, dokud nebyl roku 1974 zvolen do australského parlamentu. Od prosince 1975 byl členem vlády Malcolma Frasera ministrem obchodu a od prosince 1977 ministrem financí. V dubnu 1982 se stal předsedou strany.
Jako ministr financí se Howard projevoval jako neoliberál a racionalista. Prosazoval snížení daní pro občany a podniky, snížení výdajů státního rozpočtu, zrušení centralizovaných dohod o mzdách, zrušení povinného členstva v odborech a privatizaci státem vlastněných podniků.
Od roku 1983, kdy se předsedou vlády stal Bob Hawke, byl Howard a liberálové v opozici. Až roku 1996 se mu podařilo dovést svou stranu k vítězství v parlamentních volbách. Po nástupu k vládě Howard radikálně seškrtal státní výdaje a mimo jiné zavedl systém „práce za podporu“, který vyžadoval, aby si nezaměstnaní žadatelé o podporu část podpory odpracovali. Za jeho prvního funkčního období dosahovala australská ekonomika nebývalou konjunkturu a státní rozpočet skončil vysokým přebytkem.
V roce 1996 Martin Bryant zastřelil v Port Arthuru v Tasmánii 35 lidí. Howardovou odpovědí na masakr byl úplný zákaz držení poloautomatických zbraní a odkoupení těchto zbraní od jejich majitelů vládou.
Howard vyhrál následující volby v roce 1998 a za svého druhého funkčního období se zasadil o stabilizaci situace na Východní Timoru, jehož obyvatelé se v referendu rozhodli pro nezávislost na Indonésii. Také zásadně změnil daňový systém, zavedl daň za zboží a služby (goods and services tax – GST), což je ekvivalent daně z přidané hodnoty.
Ve volební kampani v listopadu 2001 dominovaly otázky bezpečnosti země, ježto bylo krátce po teroristických útocích 11. září. Howard volby opět vyhrál, zasadil se o zpřísnění ochrany hranic a složitější podmínky udělování víz pro utečence. V říjnu 2002 při sérii výbuchů na indonéském ostrově Bali, tradiční destinaci pro dovolené Australanů, zemřelo 202 lidí, z toho 88 byli Australané. Při tomto neštěstí Howard ještě zesílil důraz vlády na národní bezpečnost.
V roce 2003 Howard rozhodl o vyslání australských vojáků do Iráku, což bylo rozhodnutí, které australskou společnost do značné míry rozdělilo. Proti Howardovi a válce v Iráku se konaly masové demonstrace, největší od skončení války ve Vietnamu.
Následující volby v říjnu 2004 Howard opět vyhrál, také díky podpoře z řad labouristů, když přislíbil zvýšení výdajů na zdravotnictví, školství, rodinné přídavky a podporu malých podniků, což byla tradiční doména levice. Volby ale Howardovi přinesly nejen vítězství v dolní komoře parlamentu – poprvé od roku 1977 získala vládnoucí strana i kontrolu nad senátem. To umožnilo Howardovi přijmout několik zákonů, které do té doby senát blokoval – například privatizaci nadpolovičního podílu v telekomunikační společnosti Telstra (bývalý Telecom Australia), reformu pracovního zákoníku a studijních odborů (zrušení povinného členství a tedy i povinné platby členských poplatků).